# Överklass (samhällsklass)

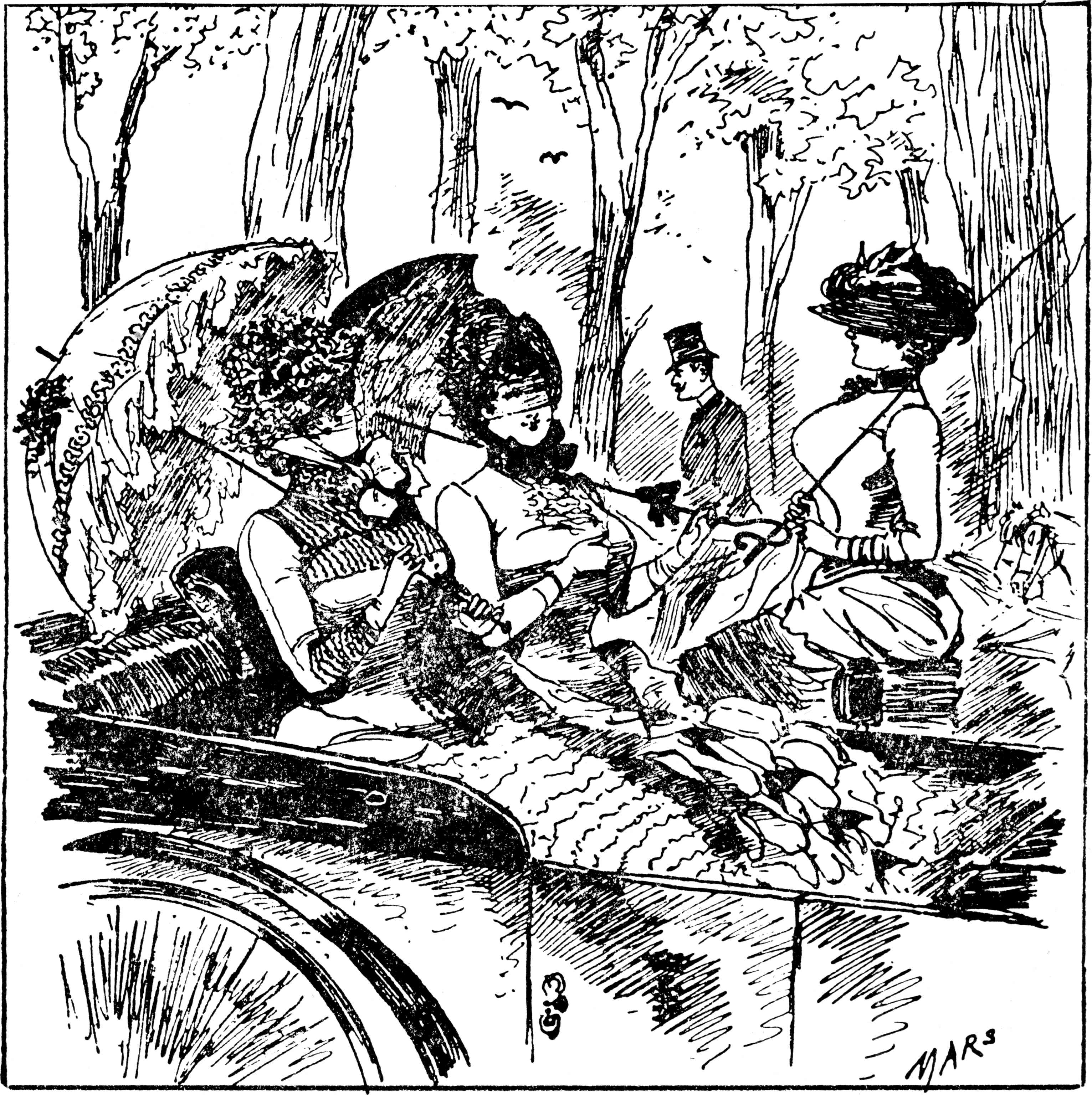
Överklassdamer från senare 1800-tal.

Överklass är en mångtydig benämning på samhällets bäst situerade grupper. Termen används i allmänt språkbruk. Begreppet avser ibland, men inte alltid, de individer eller familjer som är i besittning av tillräckligt stora materiella eller finansiella tillgångar för att finansiera ett materiellt gott liv på avkastningen från tillgångarna.

## Bakgrund
I ett förindustriellt samhälle är överklasstatus ofta knuten till landinnehav, adel eller monarki, försvar samt ledarskap inom religionsutövning. I Sverige motsvarade detta historiskt frälsepersoner som kungahus och adel samt ledande präster.
Inom sociologin används begreppet överklass idag vanligen som ett värdeneutralt begrepp. Det innebär att större kapitalägare, framstående företagsledare och ledande politiker kan räknas till överklassen, liksom de mest framstående personligheterna inom vetenskap samt kultur- och underhållningsvärlden. Överklass innebär således enbart förmögenhet eller maktställning, som möjliggör ett tydligt inflytande på samhällets utveckling. En alternativ definition, som inte används inom forskningen, är att överklassen ses som de som kan anses representera den förindustriella överklassens värderingar och kulturella yttringar. Enligt en sådan definition kan personer med viss familjebakgrund, nätverk, kultur och värderingar ses som överklass även om de i dagens samhälle har begränsat inflytande.
Begreppet överklass populariserades i Sverige tillsammans med underklass av Nils Herman Quiding och August Strindberg. Bland de få svenska författare som på senare år behandlat begreppet överklass märks journalisterna Annette Kullenberg och Susanna Popova. Även journalisten Cecilia Hagen har i en ironiserande och lätt karikerande form beskrivit den svenska överklassen i sina böcker om "Fredrik och Charlotte".